# Stichoplastoris angustatus
Stichoplastoris angustatus é uma espécie de aranha pertencente à família Theraphosidae (tarântulas).